# Ак-Бурун
45°19′04″ пн. ш. 36°29′37″ сх. д. / 45.31778° пн. ш. 36.49361° сх. д.
Ак-Буру́н (крим. Aq Burun) — мис чорноморського узбережжя поблизу Керчі. На Ак-Буруні з 1862 року провадились археологічні розкопки некрополя 4—3 ст. до н. е. 
Виявлено численні поховання членів аристократичних родин міста Пантікапея. Під час розкопок знайдено скіфські і грецькі дорогоцінні прикраси, панафінійську амфору, золоту монету Александра Македонського, скіфську зброю в могилі грецького воїна, а також кінські поховання тощо. Ці знахідки свідчать про тісні зв'язки скіфської і грецької аристократії у Боспорському царстві, про взаємовплив грецької та місцевої культур.